# Brachydontium trichodes
Brachydontium trichodes là một loài rêu trong họ Seligeriaceae. Loài này được (F. Weber) Fürnr. mô tả khoa học đầu tiên năm 1827.